# لیویا رناتا سوزا
لیویا رناتا سوزا (انگلیسی: Lívia Renata Souza؛ زادهٔ ۱۱ مارس ۱۹۹۱) ورزشکار هنرهای رزمی ترکیبی اهل برزیل است. وی از سال ۲۰۱۳ میلادی تاکنون مشغول فعالیت بوده‌است.